# 迈切克纳道什德
迈切克纳道什德，是匈牙利巴兰尼亚州所辖的一个村。总面积36.08平方公里，总人口1537，人口密度42.6人/平方公里（2011年1月1日）。